# Club de Regatas Vasco da Gama
Club de Regatas Vasco da Gama, ofte blot kaldet Vasco da Gama, er en brasiliansk fodboldklub fra Rio de Janeiro. En række store stjerner har fået deres gennembrud i klubben, herunder Romário, Bebeto, Pinga, Roberto Dinamite, Ipuljan, Edmundo og Philippe Coutinho. Klubben har vundet det brasilianske mesterskab fire gange, senest i 2000.
Vasco er fire gange vinder af Den brasilianske Liga, 1974/1989/1997/2000, vindere af Copa Libertadores da América (UEFA Champions League for sydamerikanske klubber) i 1998 og lagt ud på den tredje holdning fra den officielle rangordning af CBF] (Brazilian Football Confederation). Ifølge de seneste nyheder er Vasco da Gama den fjerdemest populære brasilianske klub med op imod 18 mio tilhængere.

## Titler
Kontinentale
- Copa Libertadores de América: (1) 1998

- Campeonato Sul-Americano de Campeões: (1) 1948

- Copa Mercosul (1): 2000

Nationale
- Campeonato Brasileiro Série A: (4) 1974, 1989, 1997, 2000

- Copa do Brasil: (1) 2011

- Campeonato Brasileiro Série B: (1) 2009

Statslige
- Campeonato Carioca: (24) 1923, 1924, 1929, 1934, 1936, 1945, 1947, 1949, 1950, 1952, 1956, 1958, 1970, 1977, 1982, 1987, 1988, 1992, 1993, 1994, 1998, 2003, 2015, 2016

- Copa Rio: (2) 1992, 1993